# Бенкател
Бенкател (порт.  Bencatel) — фрегезия (район) в муниципалитете Вила-Висоза округа Эвора в Португалии. Территория — 36,26 км². Население — 1 720 жителей. Плотность населения — 47,4 чел/км².